# Tettau (Oberfranken)
Tettau er en købstad (markt) i Landkreis Kronach i Regierungsbezirk Oberfranken i den tyske delstat Bayern.

## Geografi
Tettau ligger i den nordlige del af Naturpark Frankenwald ved foden af den historiske grænsevej Rennsteig.

### Inddeling
I kommunen ligger ud over Tettau, landsbyerne:
- Alexanderhütte
- Kleintettau
- Langenau
- Sattelgrund
- Schauberg

Kleintettau, Langenau og Tettau var indtil 1978 selvstændige kommuner.